# گروه سانتافه
گروه سانتافه (دانمارکی: Det Østasiatiske Kompagni) شرکت خوشه‌ای دانمارکی است، که در سال ۱۸۹۷ توسط هانس نیلز آندرسون تأسیس شد.